# Puchar Świata w snowboardzie 2019/2020
Puchar Świata w snowboardzie w sezonie 2019/2020 – 26. edycja tej imprezy. Cykl ten rozpoczął się 23 sierpnia 2019 roku w nowozelandzkiej Cardronie zawodami w big air. Ostatnie zawody sezonu konkurs snowcrossu, rozegrano 13 marca 2020 roku w szwajcarskim Veysonnaz.
Po raz pierwszy w historii w krajach, w których żadna ze stacji telewizyjnych nie posiada wyłącznych praw transmisyjnych, zawody tego cyklu można było oglądać w internecie za pośrednictwem serwisu YouTube.

## Konkurencje
- slalom równoległy (PSL)
- gigant równoległy (PGS)
- snowcross
- slopestyle
- halfpipe
- big air

Na liście widnieją również klasyfikacje PAR i AFU, które nie odzwierciedlają żadnych konkurencji. Ta pierwsza z nich to zsumowana klasyfikacja PSL i PGS, natomiast AFU to zsumowana klasyfikacja halfpipe’u, slopestyle’u i big airu.

## Kalendarz i wyniki Pucharu Świata

### Mężczyźni
| Lp. | Data             | Miejscowość       | Konkurencja | 1. Miejsce                    | 2. Miejsce          | 3. Miejsce                       |
| --- | ---------------- | ----------------- | ----------- | ----------------------------- | ------------------- | -------------------------------- |
| 1.  | 24 sierpnia 2019 | Cardrona          | BA          | Chris Corning                 | Redmond Gerard      | Kalle Järvilehto                 |
| 2.  | 2 listopada 2019 | Modena            | BA          | Nicolas Laframboise           | Mark McMorris       | Chris Corning                    |
| 3.  | 7 grudnia 2019   | Bannoje           | PSL         | Andreas Prommegger            | Aaron March         | Maurizio Bormolini               |
| 4.  | 8 grudnia 2019   | Bannoje           | PGS         | Roland Fischnaller            | Mirko Felicetti     | Benjamin Karl                    |
| 5.  | 13 grudnia 2019  | Montafon          | SX          | Alessandro Hämmerle           | Cameron Bolton      | Omar Visintin                    |
| 6.  | 14 grudnia 2019  | Pekin             | BA          | Maxence Parrot                | Sven Thorgren       | Chris Corning                    |
| 7.  | 14 grudnia 2019  | Copper Mountain   | HP          | Scotty James                  | Yūto Totsuka        | Ruka Hirano                      |
| 8.  | 14 grudnia 2019  | Cortina d’Ampezzo | PGS         | Roland Fischnaller            | Lee Sang-ho         | Igor Słujew                      |
| 9.  | 19 grudnia 2019  | Carezza           | PGS         | Odwołano                      | Odwołano            | Odwołano                         |
| 10. | 20 grudnia 2019  | Atlanta           | BA          | Chris Corning                 | Nicolas Laframboise | Ryoma Kimata                     |
| 11. | 21 grudnia 2019  | Cervinia          | SX          | Lorenzo Sommariva             | Emanuel Perathoner  | Merlin Surget                    |
| 12. | 22 grudnia 2019  | Secret Garden     | HP          | Scotty James                  | Yūto Totsuka        | Ruka Hirano                      |
| 13. | 4 stycznia 2020  | Düsseldorf        | BA          | Odwołano                      | Odwołano            | Odwołano                         |
| 14. | 10 stycznia 2020 | Bad Gastein       | SX          | Odwołano                      | Odwołano            | Odwołano                         |
| 15. | 14 stycznia 2020 | Bad Gastein       | PSL         | Daniele Bagozza               | Maurizio Bormolini  | Stefan Baumeister                |
| 16. | 11 stycznia 2020 | Scuol             | PGS         | Andriej Sobolew               | Benjamin Karl       | Oskar Kwiatkowski Dario Caviezel |
| 17. | 15 stycznia 2020 | Laax              | SS          | Sebastien Toutant             | Redmond Gerard      | Justus Henkes                    |
| 18. | 18 stycznia 2020 | Laax              | HP          | Scotty James                  | Yūto Totsuka        | Taylor Gold                      |
| 19. | 18 stycznia 2020 | Rogla             | PGS         | Edwin Coratti                 | Roland Fischnaller  | Vic Wild                         |
| 20. | 23 stycznia 2020 | Seiser Alm        | SS          | Władisław Chadarin            | Ruki Tobita         | Hiroaki Kunitake                 |
| 21. | 25 stycznia 2020 | Piancavallo       | PSL         | Andreas Prommegger            | Roland Fischnaller  | Stefan Baumeister                |
| 22. | 25 stycznia 2020 | Big White         | SX          | Omar Visintin                 | Éliot Grondin       | Alex Deibold                     |
| 23. | 26 stycznia 2020 | Big White         | SX          | Lorenzo Sommariva             | Jakob Dusek         | Senna Leith                      |
| 24. | 31 stycznia 2020 | Mammoth Mountain  | HP          | Yūto Totsuka                  | Taylor Gold         | Ruka Hirano                      |
| 25. | 1 lutego 2020    | Mammoth Mountain  | SS          | Dusty Henricksen              | Ryoma Kimata        | Justus Henkes                    |
| 26. | 1 lutego 2020    | Feldberg          | SX          | Odwołano                      | Odwołano            | Odwołano                         |
| 27. | 13 lutego 2020   | Lackenhof         | PGS         | Odwołano                      | Odwołano            | Odwołano                         |
| 28. | 15 lutego 2020   | Calgary           | HP          | Ruka Hirano                   | Scotty James        | Patrick Burgener                 |
| 29. | 16 lutego 2020   | Calgary           | SS          | Tiarn Collins                 | Ruki Tobita         | Liam Brearley                    |
| 30. | 22 lutego 2020   | Pjongczang        | PGS         | Roland Fischnaller            | Dmitrij Łoginow     | Andriej Sobolew                  |
| 31. | 29 lutego 2020   | Secret Garden     | SX          | Odwołano                      | Odwołano            | Odwołano                         |
| 32. | 29 lutego 2020   | Blue Mountain     | PGS         | Benjamin Karl Mirko Felicetti | –                   | Andriej Sobolew                  |
| 33. | 1 marca 2020     | Blue Mountain     | PGS         | Dmitrij Łoginow               | Stefan Baumeister   | Edwin Coratti                    |
| 34. | 6 marca 2020     | Moskwa            | PSL         | Odwołano                      | Odwołano            | Odwołano                         |
| 35. | 7 marca 2020     | Sierra Nevada     | SX          | Lucas Eguibar                 | Alessandro Hämmerle | Paul Berg                        |
| 36. | 10 marca 2020    | Livigno           | PSL         | Odwołano                      | Odwołano            | Odwołano                         |
| 37. | 13 marca 2020    | Veysonnaz         | SX          | Alessandro Hämmerle           | Omar Visintin       | Adam Dickson                     |
| 38. | 14 marca 2020    | Winterberg        | PSL         | Odwołano                      | Odwołano            | Odwołano                         |
| 39. | 21 marca 2020    | Szpindlerowy Młyn | SS          | Odwołano                      | Odwołano            | Odwołano                         |

### Kobiety
| Lp. | Data             | Miejscowość       | Konkurencja | 1. Miejsce                 | 2. Miejsce                 | 3. Miejsce                 |
| --- | ---------------- | ----------------- | ----------- | -------------------------- | -------------------------- | -------------------------- |
| 1.  | 23 sierpnia 2019 | Cardrona          | BA          | Enni Rukajärvi             | Katie Ormerod              | Silje Norendal             |
| 2.  | 2 listopada 2019 | Modena            | BA          | Reira Iwabuchi             | Brooke Voigt               | Anna Gasser                |
| 3.  | 7 grudnia 2019   | Bannoje           | PSL         | Julie Zogg                 | Selina Jörg                | Ladina Jenny               |
| 4.  | 8 grudnia 2019   | Bannoje           | PGS         | Ramona Theresia Hofmeister | Ladina Jenny               | Claudia Riegler            |
| 5.  | 13 grudnia 2019  | Montafon          | SX          | Eva Samková                | Michela Moioli             | Belle Brockhoff            |
| 6.  | 14 grudnia 2019  | Pekin             | BA          | Miyabi Onitsuka            | Anna Gasser                | Laurie Blouin              |
| 7.  | 14 grudnia 2019  | Copper Mountain   | HP          | Queralt Castellet          | Liu Jiayu                  | Maddie Mastro              |
| 8.  | 14 grudnia 2019  | Cortina d’Ampezzo | PGS         | Ramona Theresia Hofmeister | Selina Jörg                | Claudia Riegler            |
| 9.  | 19 grudnia 2019  | Carezza           | PGS         | Odwołano                   | Odwołano                   | Odwołano                   |
| 10. | 20 grudnia 2019  | Atlanta           | BA          | Reira Iwabuchi             | Kokomo Murase              | Brooke Voigt               |
| 11. | 21 grudnia 2019  | Cervinia          | SX          | Michela Moioli             | Chloé Trespeuch            | Sofia Belingheri           |
| 12. | 22 grudnia 2019  | Secret Garden     | HP          | Liu Jiayu                  | Cai Xuetong                | Maddie Mastro              |
| 13. | 4 stycznia 2020  | Düsseldorf        | BA          | Odwołano                   | Odwołano                   | Odwołano                   |
| 14. | 10 stycznia 2020 | Bad Gastein       | SX          | Odwołano                   | Odwołano                   | Odwołano                   |
| 15. | 14 stycznia 2020 | Bad Gastein       | PSL         | Ramona Theresia Hofmeister | Ester Ledecká              | Julie Zogg                 |
| 16. | 11 stycznia 2020 | Scuol             | PGS         | Ramona Theresia Hofmeister | Sofia Nadyrszina           | Milena Bykowa              |
| 17. | 15 stycznia 2020 | Laax              | SS          | Julia Marino               | Reira Iwabuchi             | Katie Ormerod              |
| 18. | 18 stycznia 2020 | Laax              | HP          | Queralt Castellet          | Cai Xuetong                | Liu Jiayu                  |
| 19. | 18 stycznia 2020 | Rogla             | PGS         | Ester Ledecká              | Ramona Theresia Hofmeister | Natalja Sobolewa           |
| 20. | 23 stycznia 2020 | Seiser Alm        | SS          | Tess Coady                 | Katie Ormerod              | Brooke Voigt               |
| 21. | 25 stycznia 2020 | Piancavallo       | PSL         | Julie Zogg                 | Selina Jörg                | Ramona Theresia Hofmeister |
| 22. | 25 stycznia 2020 | Big White         | SX          | Michela Moioli             | Belle Brockhoff            | Raffaella Brutto           |
| 23. | 26 stycznia 2020 | Big White         | SX          | Belle Brockhoff            | Michela Moioli             | Faye Gulini                |
| 24. | 31 stycznia 2020 | Mammoth Mountain  | HP          | Cai Xuetong                | Maddie Mastro              | Liu Jiayu                  |
| 25. | 1 lutego 2020    | Mammoth Mountain  | SS          | Jamie Anderson             | Laurie Blouin              | Katie Ormerod              |
| 26. | 1 lutego 2020    | Feldberg          | SX          | Odwołano                   | Odwołano                   | Odwołano                   |
| 27. | 13 lutego 2020   | Lackenhof         | PGS         | Odwołano                   | Odwołano                   | Odwołano                   |
| 28. | 15 lutego 2020   | Calgary           | HP          | Cai Xuetong                | Mitsuki Ono                | Liu Jiayu                  |
| 29. | 16 lutego 2020   | Calgary           | SS          | Laurie Blouin              | Silje Norendal             | Katie Ormerod              |
| 30. | 22 lutego 2020   | Pjongczang        | PGS         | Julie Zogg                 | Nadya Ochner               | Ladina Jenny               |
| 31. | 29 lutego 2020   | Secret Garden     | SX          | Odwołano                   | Odwołano                   | Odwołano                   |
| 32. | 29 lutego 2020   | Blue Mountain     | PGS         | Ramona Theresia Hofmeister | Selina Jörg                | Daniela Ulbing             |
| 33. | 1 marca 2020     | Blue Mountain     | PGS         | Ramona Theresia Hofmeister | Sofia Nadyrszina           | Selina Jörg                |
| 34. | 6 marca 2020     | Moskwa            | PSL         | Odwołano                   | Odwołano                   | Odwołano                   |
| 35. | 7 marca 2020     | Sierra Nevada     | SX          | Chloé Trespeuch            | Michela Moioli             | Belle Brockhoff            |
| 36. | 10 marca 2020    | Livigno           | PSL         | Odwołano                   | Odwołano                   | Odwołano                   |
| 37. | 13 marca 2020    | Veysonnaz         | SX          | Michela Moioli             | Chloé Trespeuch            | Belle Brockhoff            |
| 38. | 14 marca 2020    | Winterberg        | PSL         | Odwołano                   | Odwołano                   | Odwołano                   |
| 39. | 21 marca 2020    | Szpindlerowy Młyn | SS          | Odwołano                   | Odwołano                   | Odwołano                   |

### Drużynowy slalom równoległy
| Data             | Miejsce     | Zwycięzcy                                             | 2. miejsce                                   | 3. miejsce                                   |
| 15 stycznia 2020 | Bad Gastein | Niemcy Ramona Theresia Hofmeister · Stefan Baumeister | Austria Claudia Riegler · Andreas Prommegger | Szwajcaria Julie Zogg · Dario Caviezel       |
| 26 stycznia 2020 | Piancavallo | Niemcy Ramona Theresia Hofmeister · Stefan Baumeister | Włochy Nadya Ochner · Daniele Bagozza        | Austria Claudia Riegler · Andreas Prommegger |
| 14 lutego 2020   | Lackenhof   | Odwołano                                              | Odwołano                                     | Odwołano                                     |
| 15 marca 2020    | Winterberg  | Odwołano                                              | Odwołano                                     | Odwołano                                     |

### Drużynowy snowcross
| Data             | Miejsce     | Zwycięzcy | 2. miejsce | 3. miejsce |
| 11 stycznia 2020 | Bad Gastein | Odwołano  | Odwołano   | Odwołano   |
| 26 stycznia 2020 | Big White   | Odwołano  | Odwołano   | Odwołano   |
| 2 lutego 2020    | Feldberg    | Odwołano  | Odwołano   | Odwołano   |

## Klasyfikacje

### Mężczyźni
| Lp. | Zawodnik           | Punkty  |
| --- | ------------------ | ------- |
| 1.  | Roland Fischnaller | 6650,00 |
| 2.  | Stefan Baumeister  | 4165,00 |
| 3.  | Dmitrij Łoginow    | 3832,00 |
| 4.  | Andriej Sobolew    | 3632,00 |
| 5.  | Benjamin Karl      | 3596,00 |
| 6.  | Andreas Prommegger | 3580,00 |
| 7.  | Mirko Felicetti    | 3550,00 |
| 8.  | Edwin Coratti      | 3380,00 |
| 9.  | Daniele Bagozza    | 2965,00 |
| 10. | Alexander Payer    | 2680,00 |

| Lp. | Zawodnik           | Punkty  |
| --- | ------------------ | ------- |
| 1.  | Roland Fischnaller | 4900,00 |
| 2.  | Benjamin Karl      | 3380,00 |
| 3.  | Dmitrij Łoginow    | 2882,00 |
| 4.  | Andriej Sobolew    | 2812,00 |
| 5.  | Mirko Felicetti    | 2810,00 |
| 6.  | Edwin Coratti      | 2700,00 |
| 7.  | Stefan Baumeister  | 2565,00 |
| 8.  | Igor Slujew        | 1889,40 |
| 9.  | Alexander Payer    | 1740,00 |
| 10. | Lee Sang-ho        | 1640,00 |

| Lp. | Zawodnik           | Punkty  |
| --- | ------------------ | ------- |
| 1.  | Andreas Prommegger | 2260,00 |
| 2.  | Roland Fischnaller | 1750,00 |
| 3.  | Stefan Baumeister  | 1600,00 |
| 4.  | Daniele Bagozza    | 1580,00 |
| 5.  | Maurizio Bormolini | 1510,00 |
| 6.  | Aaron March        | 1130,00 |
| 7.  | Dmitrij Łoginow    | 950,00  |
| 8.  | Alexander Payer    | 940,00  |
| 9.  | Andriej Sobolew    | 820,00  |
| 10. | Mirko Felicetti    | 740,00  |

| Lp. | Zawodnik            | Punkty  |
| --- | ------------------- | ------- |
| 1.  | Alessandro Hämmerle | 3960,00 |
| 2.  | Lorenzo Sommariva   | 3450,00 |
| 3.  | Omar Visintin       | 2930,00 |
| 4.  | Lucas Eguibar       | 2430,00 |
| 5.  | Jakob Dusek         | 2250,00 |
| 6.  | Emanuel Perathoner  | 2220,00 |
| 7.  | Éliot Grondin       | 2070,00 |
| 8.  | Merlin Surget       | 1784,00 |
| 9.  | Paul Berg           | 1735,00 |
| 10. | Julian Lüftner      | 1690,00 |

| Lp. | Zawodnik            | Punkty  |
| --- | ------------------- | ------- |
| 1.  | Scotty James        | 3800,00 |
| 2.  | Yūto Totsuka        | 3400,00 |
| 3.  | Chris Corning       | 3250,00 |
| 4.  | Ruka Hirano         | 2800,00 |
| 5.  | Ryoma Kimata        | 2800,00 |
| 6.  | Nicolas Laframboise | 2616,10 |
| 7.  | Ruki Tobita         | 2506,40 |
| 8.  | Justus Henkes       | 2221,00 |
| 9.  | André Höflich       | 1970,00 |
| 10. | Redmond Gerard      | 1880,00 |

| Lp. | Zawodnik          | Punkty  |
| --- | ----------------- | ------- |
| 1.  | Scotty James      | 3800,00 |
| 2.  | Yūto Totsuka      | 3400,00 |
| 3.  | Ruka Hirano       | 2800,00 |
| 4.  | Jan Scherrer      | 1810,00 |
| 5.  | André Höflich     | 1750,00 |
| 6.  | Patrick Burgener  | 1690,00 |
| 7.  | Taylor Gold       | 1560,00 |
| 8.  | Chase Blackwell   | 1430,00 |
| 9.  | David Habluetzel  | 1320,00 |
| 10. | Ryan Wachendorfer | 1220,00 |

| Lp. | Zawodnik           | Punkty  |
| --- | ------------------ | ------- |
| 1.  | Ruki Tobita        | 1616,40 |
| 2.  | Tiarn Collins      | 1340,00 |
| 3.  | Dusty Henricksen   | 1290,00 |
| 4.  | Justus Henkes      | 1226,00 |
| 5.  | Władisław Chadarin | 1096,00 |
| 6.  | Sebastien Toutant  | 1000,00 |
| 7.  | Ryoma Kimata       | 980,00  |
| 8.  | Hiroaki Kunitake   | 898,70  |
| 9.  | Sean Fitzsimons    | 880,00  |
| 10. | Nicolas Huber      | 860,00  |

| Lp. | Zawodnik            | Punkty  |
| --- | ------------------- | ------- |
| 1.  | Chris Corning       | 3200,00 |
| 2.  | Nicolas Laframboise | 2300,00 |
| 3.  | Ryoma Kimata        | 1820,00 |
| 4.  | Kalle Järvilehto    | 1220,00 |
| 5.  | Sven Thorgren       | 1120,00 |
| 6.  | Redmond Gerard      | 1080,00 |
| 7.  | Maxence Parrot      | 1000,00 |
| 8.  | Justus Henkes       | 995,00  |
| 9.  | Ruki Tobita         | 890,00  |
| 10. | Darcy Sharpe        | 870,00  |

### Kobiety
| Lp. | Zawodnik                   | Punkty  |
| --- | -------------------------- | ------- |
| 1.  | Ramona Theresia Hofmeister | 8260,00 |
| 2.  | Julie Zogg                 | 5660,00 |
| 3.  | Selina Jörg                | 4930,00 |
| 4.  | Ladina Jenny               | 4570,00 |
| 5.  | Daniela Ulbing             | 3296,00 |
| 6.  | Claudia Riegler            | 3032,00 |
| 7.  | Milena Bykowa              | 2895,00 |
| 8.  | Carolin Langenhorst        | 2750,00 |
| 9.  | Sofia Nadyrszina           | 2704,80 |
| 10. | Natalja Sobolewa           | 2695,00 |

| Lp. | Zawodnik                   | Punkty  |
| --- | -------------------------- | ------- |
| 1.  | Ramona Theresia Hofmeister | 6300,00 |
| 2.  | Selina Jörg                | 3190,00 |
| 3.  | Ladina Jenny               | 3070,00 |
| 4.  | Julie Zogg                 | 3060,00 |
| 5.  | Sofia Nadyrszina           | 2660,00 |
| 6.  | Milena Bykowa              | 2315,00 |
| 7.  | Claudia Riegler            | 2290,00 |
| 8.  | Natalja Sobolewa           | 2140,00 |
| 9.  | Nadya Ochner               | 2016,00 |
| 10. | Daniela Ulbing             | 1986,00 |

| Lp. | Zawodnik                   | Punkty  |
| --- | -------------------------- | ------- |
| 1.  | Julie Zogg                 | 2600,00 |
| 2.  | Ramona Theresia Hofmeister | 1960,00 |
| 3.  | Selina Jörg                | 1740,00 |
| 4.  | Ladina Jenny               | 1500,00 |
| 5.  | Daniela Ulbing             | 1310,00 |
| 6.  | Patrizia Kummer            | 910,00  |
| 7.  | Carolin Langenhorst        | 840,00  |
| 8.  | Ester Ledecká              | 800,00  |
| 9.  | Claudia Riegler            | 742,00  |
| 10. | Jelizawieta Salichowa      | 700,00  |

| Lp. | Zawodnik          | Punkty  |
| --- | ----------------- | ------- |
| 1.  | Michela Moioli    | 5400,00 |
| 2.  | Belle Brockhoff   | 4100,00 |
| 3.  | Chloé Trespeuch   | 3340,00 |
| 4.  | Eva Samková       | 3210,00 |
| 5.  | Faye Gulini       | 2030,00 |
| 6.  | Sofia Belingheri  | 1840,00 |
| 7.  | Raffaella Brutto  | 1780,00 |
| 8.  | Sina Siegenthaler | 1580,00 |
| 9.  | Charlotte Bankes  | 1560,00 |
| 10. | Lara Casanova     | 1490,00 |

| Lp. | Zawodnik          | Punkty  |
| --- | ----------------- | ------- |
| 1.  | Cai Xuetong       | 4000,00 |
| 2.  | Katie Ormerod     | 3760,00 |
| 3.  | Reira Iwabuchi    | 3700,00 |
| 4.  | Liu Jiayu         | 3600,00 |
| 5.  | Laurie Blouin     | 3250,00 |
| 6.  | Queralt Castellet | 3090,00 |
| 7.  | Brooke Voigt      | 2870,00 |
| 8.  | Maddie Mastro     | 2720,00 |
| 9.  | Loranne Smans     | 2090,00 |
| 10. | Jamie Anderson    | 1920,00 |

| Lp. | Zawodnik          | Punkty  |
| --- | ----------------- | ------- |
| 1.  | Cai Xuetong       | 3600,00 |
| 2.  | Liu Jiayu         | 3000,00 |
| 3.  | Queralt Castellet | 2850,00 |
| 4.  | Maddie Mastro     | 2500,00 |
| 5.  | Wu Shaotong       | 1740,00 |
| 6.  | Mitsuki Ono       | 1730,00 |
| 7.  | Kurumi Imai       | 1620,00 |
| 8.  | Verena Rohrer     | 1500,00 |
| 9.  | Haruna Matsumoto  | 1440,00 |
| 10. | Ruki Tomita       | 1370,00 |

| Lp. | Zawodnik        | Punkty  |
| --- | --------------- | ------- |
| 1.  | Katie Ormerod   | 2600,00 |
| 2.  | Laurie Blouin   | 2200,00 |
| 3.  | Brooke Voigt    | 1250,00 |
| 4.  | Hanne Eilertsen | 1240,00 |
| 5.  | Loranne Smans   | 1100,00 |
| 6.  | Sommer Gendron  | 1080,00 |
| 7.  | Lucile Lefevre  | 1020,00 |
| 8.  | Jamie Anderson  | 1000,00 |
| 8.  | Tess Coady      | 1000,00 |
| 8.  | Julia Marino    | 1000,00 |

| Lp. | Zawodnik         | Punkty  |
| --- | ---------------- | ------- |
| 1.  | Reira Iwabuchi   | 2900,00 |
| 2.  | Brooke Voigt     | 1620,00 |
| 3.  | Miyabi Onitsuka  | 1580,00 |
| 4.  | Katie Ormerod    | 1510,00 |
| 5.  | Anna Gasser      | 1400,00 |
| 6.  | Enni Rukajärvi   | 1260,00 |
| 7.  | Kokomo Murase    | 1250,00 |
| 8.  | Šárka Pančochová | 1140,00 |
| 9.  | Loranne Smans    | 1140,00 |
| 10. | Laurie Blouin    | 1050,00 |